# Toc toc toc
Toc Toc Toc es una serie de televisión juvenil de Quebec con 520 episodios de 23 minutos creada por Paule Marier, Maryse Joncas, Carmen Bourassa y Lucie Veillet y transmitida entre el 17 de septiembre de 2007 y el 9 de enero de 2015 en Radio-Canada Television por la mañana y Télé-Québec a primera hora de la tarde.

## Sinopsis
Toc Toc Toc invita a los jóvenes espectadores a sumergirse en un universo lúdico, caprichoso e imaginativo para saborear el placer de explorar mundos desconocidos y hacer mil y un descubrimientos con todos los personajes de la serie.jdk dkd jfkkd kd
Toc Toc Toc es un pueblo rodeado de montañas con casas construidas con materiales reciclados, un vehículo cohete llamado Magli y puertas misteriosas que permiten a Youï, Alia, Kao y Zalaé viajar a los cuatro rincones del mundo para descubrir los mares, los bosques, los desiertos, sus misterios y todo lo que en ellos habita. Es así como, con la cabeza llena de ideas e impulsados por la curiosidad, nuestros jóvenes héroes exploran su universo, ejercitan su imaginación, inventan juegos, canciones y aventuras que les permiten divertirse mientras aprenden. En Toc Toc Toc hay también un ratoncito entrometido, el Grubule, adultos apasionados y acogedores, con excepción de M. Craquepoutte.

## Elenco
- Marie-Christine Lê-Huu: Alia
- Frédéric Bélanger: Youï
- Marc St-Martin: Kao
- Audrey Rancourt-Lessard: Zalaé
- Claude Despins: Azim
- Caroline Lavigne: Musette
- Nancy Gauthier: Babiouche
- Paul Savoie: Rabou
- Denis Houle: M. Craquepoutte

## Episodios
Episodios emitidos en Télé-Québec:
- Trous de Grubule
- La marelle
- La porte de lune
- Ribambelle de sauterelles
- Brise de mer
- Musique en bouteilles
- À la tombée de la nuit
- Automates
- Les billes
- Mouches à plumes
- La feuille à tonnerre
- Le pic-bois de cousine Josette
- Un vent coquin
- Pas à pas
- Les biscuits-poissons
- La panne d'eau
- Le ballet des méduses
- Le chant des baleines
- Chaussette sauvage
- À la loupe!
- Les cadeaux de la nature
- Une course à obstacle pour la grubule
- Tourbillons de laine
- Les maracacitrouillis
- De bulles en bulles
- Une amie pour la grubule
- Jeu de poches et œuf d'autruche
- Toujours plus haut
- Des planeurs et des flamants
- Le chant du klaxon-oiseau
- Craquepoutte
- Jeux de mains
- La musique avec un grand M
- Les broutte-balles rigolos!
- Les oursons de sons
- Des marins et des pirates
- La maison de Théo
- Un son mystérieux
- Des Grubules géantes
- Un ballon au ciel
- Les trompettes vertes
- Le jeu de l'hirondelle
- Les pantalons de M. Craquepoutte
- Où est Grubule?
- Pêcheurs de souvenirs, capteurs de rêves
- Et si on marquait notre territoire?
- Les jumelles en boubou
- Alia et Youï aviateurs
- La cabane
- Le sentier Tortillard
- Un mot doux pour M. Craquepoutte
- La bonne étoile
- Le voyage
- La comptine du saumon
- Une photo de la Grubule
- Les gardiens de pierre
- La comète
- Craquepoutte veut faire taire Craquepoutte
- De fil en fil
- Chasse au trésor
- Le monstre de l'étang
- Par toutes les couleurs de l'arc-en-ciel
- Au voleur!
- Le jeu du grand Trouve-tout
- Meilleurs vœux
- La choucroute-Craquepoutte!
- Le livre de Zalaé
- La Fée Toc Toc
- À tout crin
- Licorne et bottes à plumes
- Une poupée pour Zalaé
- Les espionnes
- La grenouille-lion
- Les chevaliers de Toc Toc Toc
- Un village pour la Grubule
- Peau de banane et autres surprises
- Les rhombes
- Les médailles de M. Craquepoutte
- Le cahier à souvenirs
- Clic, clic, photo!
- Princesses 101
- La comédie des filles
- Les diseurs de bonne aventure
- Fantômes et crapaud
- Chanson à la lune
- La fanfare
- Le singe et le cactus
- Les petits exploratoureurs
- La dépanneuse supersonique
- À la recherche de la source enchantée
- À la conquête de Toc Toc Toc!
- Horticultrice en herbe
- La soupe de sorcière
- Le Pôle-Neige
- Carillons géants
- Pique-nique aux cornichons
- La chasse à l'œuf
- Les dinosaures
- Petite peur, grosse peur
- L'escalade
- Allô Mirobottins, ici Kao et Youï!
- Les brico-vitraux
- Un wigwam pour la grubule
- À l'endroit, à l'envers
- Le cirque
- Carapataqueues
- L'éclipse de lune
- Le grand Youidini
- Le géant de la montagne
- Les recettes d'Alia!
- Hop, hop, hop, je galope
- Vole, vole, tapis vole
- La journée de l'amitié
- Grippotine bleue, La
- Les tortues boîtes
- Un fantôme à Toc Toc Toc
- Caverne d'Ali-Grabule, La
- Boîte à rires, La
- Nakupenda Kitoto
- Fée bottine et reine pantoufle
- Inuksuk, L
- Fées et le bonhomme de neige, Les
- Bâton magique, Le
- Collection de pierres, La
- Pyramide Azim, La
- Monstre et la fille-fleur, Le
- Lutins des rochers, Les
- Radio Toc Toc Toc
- Berceuse des montagnes, La
- Colombes de la paix, Les
- La bibitte à huit pattes
- Les parapluies
- Le village des Koikoikois
- Les hommes préhistoriques
- Ce qu’on ne voit pas
- Les hommes du désert
- L’arbre de carton
- La clé des champs
- Opéra gaffe
- Et que ça saute!
- Pianimaux rigolo
- Inséparables
- Le poisson-ballon
- Tunnels accordéons
- À plein nez
- La légende des fleurs géantes
- Le jour du roi
- Jour de relâche
- À la queue leu leu
- Les amies des animaux
- Le photojournal de Toc toc toc
- Le bolide
- Les chevaliers blancs
- Le vent dans les voiles
- Bottes de pluie et bec en sabot
- Capitaine Gaillard
- La fête du riz
- Jour rieur, jour sucré
- Astronautes
- Les 100 papiers
- Les momies
- Prête-moi ta plume
- J’ai un beau château
- Le bout du monde
- Le dragon apprivoisé
- La princesse Mahi-Mahi
- Les hommes préhistoriques
- L'étang aux mille feux
- La forteresse mystérieuse
- Le grillon
- Le voleur de magli
- Circulons, circulez!
- Jeux de quilles
- Les boites-à-wouf-meuh
- Brigadiers de l'air
- Le chien de Zalaé
- Sauve qui pleut!
- La boite à histoire
- La boulitore
- Le panoramique
- Dessine-moi une étoile
- La cachette de Kao
- Le repaire des lutins
- Un lapin à Toc toc toc
- La danse des géants
- Surprise Craquepoutte!
- L’ascenseur à bateau
- Le grand bazar
- Les trésors de l’étang
- Flûte et pastécosaure
- Mystère à Toc toc toc
- Jeu de boule, jeux de bulles
- La maison de Kao
- Des pense-à-tout pour Azim
- Youïmus et Kaotus
- Un crapaud pour Musette
- Nuit blanche
- La fouine et le fouinard
- Les farfalous
- Gaston et le poisson
- Tours et politesses
- Les grands records de Toc toc toc
- Auto, trains et musique
- Boules à neige et jeux de nuit
- Chasseurs de bisons
- Pauvre Craquepoutte!
- De la grande visite
- Monsieur Perru
- Grue et Grubule
- Pizza pizza
- L'Ordre des Grands Enfants

## DVD

### Temporada 1
Volumen 1
- Trous de Grubule
- Toujours plus haut
- Alia et Youï aviateurs
- Le Pic-Bois de cousine Josette
- La Cabane

Volumen 2
- Chasse au trésor
- Des marins et des pirates
- Où est Grubule ?
- Pêcheurs de souvenirs, capteurs de rêves
- De fil en fil

Volumen 3
- La porte de lune
- La maison de Théo
- Jeux de mains
- Les billes
- Par toutes les couleurs de l'arc-en-ciel

Volumen 4
- Le chant du klaxon-oiseau
- Chaussette sauvage
- Un son mystérieux
- Le voyage
- La comptine du saumon

Volumen 5
- Pas à pas
- Le sentier Tortillard
- Les trompettes vertes
- Un ballon au ciel
- La comète

Volumen 6
- La bonne étoile
- Automates
- De bulles en bulles
- Le jeu de l'hirondelle
- À la tombée de la nuit